# Marie Skłodowska-Curie Actions
Marie Skłodowska-Curie Actions, em português: Ações Marie Skłodowska-Curie, (MSCA), um programa financiado pela União Europeia, representam a maior fonte de pesquisa financiada pela UE na Universidade da Califórnia. As bolsas da MSCA estão entre os prêmios mais competitivos e prestigiados da Europa, com o objetivo de apoiar os melhores e mais promissores cientistas.
O programa MSCA enfatiza a mobilidade internacional, o que significa que os destinatários desses fundos gastam parte de seu projeto de pesquisa na Área Europeia de Pesquisa (ERA) e depois em um local internacional, como um campus da Universidade da Califórnia.

## Tipos de financiamento
As bolsas de estudo são concedidas pela Comissão Europeia em disciplinas científicas no âmbito do Horizonte 2020.
Os MSCA estão agrupados nos seguintes esquemas:
- Redes de Pesquisa (ITN),
- Bolsas Individuais (IF),
- Intercâmbios de Pesquisa e Inovação (RISE),
- Co-financiamento de programas regionais, nacionais e internacionais que envolvem mobilidade (COFUND),
- Noite dos Pesquisadores Europeus (NIGHT).

No âmbito do Horizonte 2020, que vai de 2014 a 2020, o MSCA concederá 6,16 bilhões de euros em financiamento.